# واغیناک اوسکایان
واغیناک بوگدانی اوسکایان (ارمنی: Վաղինակ Բոգդանի Ոսկանյան؛  زادهٔ ۱۳ نوامبر ۱۹۱۳ - درگذشته ۵ نوامبر ۱۹۹۷) دانشمند، دامپزشک، استاد اهل ارمنستان بود.

## زندگی‌نامه
وی در ۲۶ نوامبر [سبک قدیمی: ۱۳ نوامبر] ۱۹۱۳ در آراجادزور به دنیا آمد و از انستیتو دام‌پروری و دام‌پزشکی ایروان (۱۹۳۹) فارغ‌التحصیل گشت. وی همچنین برندهٔ جوایزی همچون نشان جنگ میهنی (درجه یک)، نشان ستاره سرخ، نشان پرچم سرخ کار، نشان برجسته افتخار و دانشمند شایسته ارمنستان شوروی (۱۹۷۴) شده است. وی در ۵ نوامبر ۱۹۹۷ در سن ۸۳ سالگی در ایروان درگذشت و در آرامستان شاهومیان به خاک سپرده شد.

## یادداشت
1. ↑  Շահումյան գերեզմանատուն
2. ↑  գյուղատնտեսական գիտությունների դոկտոր